# Medalha Schleiden
A Medalha Schleiden (em alemão:  Schleiden-Medaille) é um prêmio da Academia Leopoldina para biologia celular. É denominada em memória de Matthias Schleiden, concedida bianualmente.

## Recipientes
- 1955 Emil Heitz e Wilhelm Schmidt
- 1958 Albert Frey-Wyssling
- 1961 Jean Brachet e Hans Bauer
- 1963 Karl Höfler
- 1966 Wolfgang Bargmann
- 1969 Wolfgang Beermann
- 1973 Irene Manton e Torbjörn Caspersson
- 1975 Wilhelm Bernhard
- 1977 Karl-Ernst Wohlfarth-Bottermann
- 1980 Karl Lennert
- 1983 Berta Scharrer
- 1985 George Palade
- 1987 Zdeněk Lojda
- 1989 Anthony G. E. Pearse
- 1991 Peter Sitte
- 1993 Gottfried Schatz
- 1995 Philipp U. Heitz
- 1998 Avram Hershko
- 1999 Walter Neupert
- 2001 Kai Simons
- 2003 Ari Helenius
- 2005 Wolfgang Baumeister
- 2007 Alexander Varshavsky
- 2009 Thomas Cremer
- 2011 Tom Rapoport
- 2013 Ingrid Grummt
- 2015 Johannes Buchner
- 2017 Anthony Hyman
- 2019 Elena Conti[1]
- 2021 Nikolaus Pfanner